# Dywizja Strzelców Alpen
Dywizja Strzelców Alpen (niem. Jäger-Division Alpen) – jedna z niemieckich dywizji strzelców. Utworzona 25 marca 1945 roku jako dywizja 34. fali mobilizacyjnej przez VII i XVIII Okręgi Wojskowe. Podlegała XIII Korpusowi SS z 1 Armii (Grupa Armii G). 12 kwietnia została włączona do 2 Dywizji Strzelców Górskich i 212 Dywizji Piechoty.

## Skład
- 1 pułk strzelców Alpen
- 2 pułk strzelców Alpen
- mieszany dywizjon artylerii Alpen
- kompania inżynieryjna Alpen